# WESH WESH
WESH WESH는 대한민국의 음악 그룹이다. 2020년 싱글 《That's My Mind》로 데뷔했다.

## 음반
- That's My Mind (2020)
- Camel (2020)